# Victoria Fyodorova
Victoria Fyódorova (18 de enero de 1946 – 5 de septiembre de 2012) fue una actriz y escritora ruso-estadounidense. Nació poco después de la Segunda Guerra Mundial, hija del Almirante de Estados Unidos Jackson Tate (1898-1978) y la actriz rusa Zoya Fyódorova (1909-1981), la pareja había tenido una breve aventura antes de que Tate fuese expulsado de Moscú por Iósif Stalin. Victoria Fyódorova escribió el libro de 1979, The Admiral's Daughter, que trataba sobre su experiencia de intentar reunirse con su padre.

## Primeros años
La madre de Victoria Fyódorova, Zoya Fyódorova, fue una actriz soviética conocida a partir de la década de 1930. En 1945, conoció al Capitán de la Marina de Estados Unidos Jackson Rogers Tate, un oficial de la agregaduría militar de la Embajada de EE. UU. en Moscú, con quien tuvo una aventura. Tate fue advertido de terminar la relación por la policía secreta.
Cuando Stalin se enteró del asunto, Tate fue declarado "persona non grata" y fue expulsado de Moscú. Zoya Fyódorova fue arrestada el 27 de diciembre de 1946 y enviada a Siberia durante ocho años. Su hija Victoria, nacida el 18 de enero de 1946, fue llamada así por el Día de la Victoria en Europa cuando fue engendrada. Victoria vivió con la hermana de su madre, Aleksandra, en Kazajistán hasta que tuvo 8 años, cuando su madre salió de la cárcel después de la muerte de Stalin. Victoria Fyódorova también fue actriz en Rusia, ya que su madre lo había sido. Ella apareció en varias películas bien recibidas, incluyendo una adaptación de 1970 de Crimen y castigo de Dostoyevski dirigida por Lev Kulidzhánov. Estuvo casada brevemente y se divorció.

## Reunión
En la Universidad de Connecticut la profesora Irene Kirk se enteró de la historia de Victoria en 1959 y pasó años tratando de encontrar a Tate en los Estados Unidos. Tate no era consciente de que tenía una hija y de la detención y el encarcelamiento de su examante. Cuando Kirk encontró a Tate en 1973, empezó a llevar la correspondencia entre los dos de ida y vuelta a Moscú.
En 1974, Tate comenzó una campaña para convencer al gobierno soviético para que permita a su hija viajar y verlo en los Estados Unidos. Se le concedió el permiso y llegó a Estados Unidos en marzo de 1975, relativa a un visado de viaje de tres meses. Pasó varias semanas recluida en la Florida con su padre. Mientras que en Estados Unidos, conoció a Frederick Pouy, un piloto de Pan American World Airways, y se casaron el 7 de junio de 1975, en Stamford, Connecticut, días antes de que su visa estuviera a punto de expirar. Su hijo, Christopher Alexander Fyodor Pouy, nació el 3 de mayo de 1976. Zoya Fyodórova solicitó al gobierno soviético y se le permitió viajar a los EE. UU. para estar con su hija por el nacimiento.